# Diagonala
Diagonala – wyrobisko podziemne drążone w kierunku pośrednim między rozciągłością a nachyleniem pokładu.